# Pivska pesem
Pivske pesmi so lirsko-epske pesmi, ki so jih ustvarjali pripadniki nižjega stanu. Začele so nastajati v srednjem veku, porast zapisovanja pivskih pesmi pa je nastopil v času romantike. Najbolj znana slovenska pivska pesem iz tega obdobja je Majol'ka. Pivske pesmi so se prenašale iz roda v rod po ustnem izročilu. Avtorji teh pesmi ostajajo anonimni. Peli so jih v takratnih tavernah, gostilnah in na praznovanjih. Danes jih pojemo na trgatvah, kolinah in v gostilnah. Pivske pesmi popestrijo vzdušje in razvežejo jezik. 